# Aeroportul Makokou
Aeroportul Makokou (IATA: MKU, ICAO: FOOK) este un aeroport din Makokou, Provincia Ogooué-Ivindo, Gabon.
Situat la o altitudine de 526 m, aeroportul dispune de o singură pistă.